# Thüringische Drehscheibenkeramik
Die einglättverzierte Thüringische Drehscheibenkeramik gilt in der archäologischen Forschung als der charakteristische Gefäßtyp des ausgehenden 5. und 6. Jahrhunderts im Mittelelbe-Saale-Gebiet und im Thüringer Becken.
Die qualitativ hochwertigen Gefäße werden neben für den Hausgebrauch gefertigten handgeformten Schalen, Näpfen, Kümpfen und Schüsseln vorwiegend in gut ausgestatteten Gräbern gefunden, kommen aber auch in Siedlungen vor. Das Töpferhandwerk der Altthüringer lässt sich anhand des archäologischen Material gut erschließen. Im Hauswerk formten Thüringer ohne Drehscheibe für den eigenen Bedarf ihre Tonware. Hingegen fertigten spezialisierte Töpfer Drehscheibengefäße in technologisch entwickelten Brennöfen, die zu an Herrenhöfe der germanischen Elite gebundene Werkhütten gehörten. Die Gefäße altthüringischer Produktion bestehen in der Regel aus feingeschlämmtem, hell- oder dunkelgrau bis schwarz gebranntem Ton mit glatter Oberfläche. Auf dieser glatten Oberfläche wurden durch Einglättung unterschiedliche Ornamente aufgebracht. Neben Drehscheibenschalen kommen seltener auch Flaschen, Krüge und Becher vor.
Die Herstellung der verzierten Thüringer Drehscheibengefäße geht nach den frühesten Vorkommen der Einglätttechnik auf mitteldanubische Einflüsse des 5. Jahrhunderts zurück. Es bestätigt die engen kulturellen Beziehungen der Thüringer zum donauländlichen Milieu, in dem diese Verzierungsart üblich war. Das Auftreten von Drehscheibengefäßen mit Einglättmustern in Böhmen und im Prager Raum zusammen mit Thüringer Kerbschnittfibeln lasse darauf schließen, so Wolfgang Timpel, dass sich die dortige Bevölkerung im 6. Jahrhundert dem Thüringer Reich angeschlossen hatte.